# Gamelia anableps
Gamelia anableps är en fjärilsart som beskrevs av Felder 1874. Gamelia anableps ingår i släktet Gamelia och familjen påfågelsspinnare. Inga underarter finns listade i Catalogue of Life.